# Бичок-зеленчак
Бичок-зеленчак, або трав'яник (Zosterisessor ophiocephalus) — вид риби родини бичкові. Належить до монотипічного роду Zosterisessor. Середземноморський іммігрант в фауні Чорного моря.

## Характеристика
Тім'я, потилиця, горло, черево і основи грудних плавців покриті циклоїдною лускою. Зяброві кришки без луски. Комір черевного присоска без лопатинок, присосок не досягає анального отвору. Нижня щелепа видається вперед, шкіра м'яка, слизова. Забарвлення зеленувато-буре, з малюнком із бурих плям, що зливаються. На щоках круглі світлі плями. Спинні, хвостовий і грудні плавці мають поздовжні бурі смуги на світлому тлі, анальний та черевний — темні. Сягає довжини до 25 см.

## Поширення

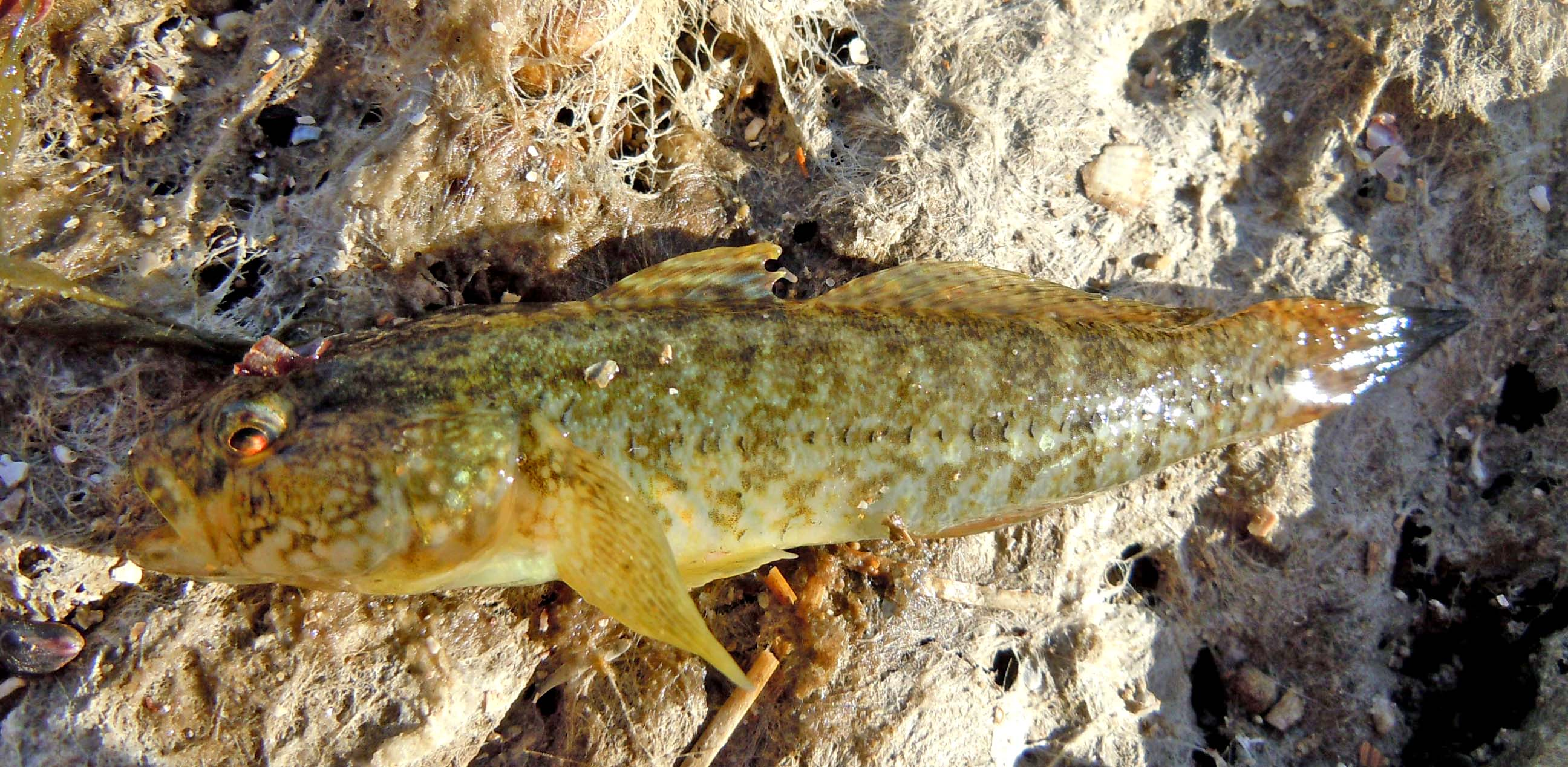
Бичок-зеленчак відловлений у Тилігульському лимані, південна Україна

Поширений в прибережних водах всіх морів Середземноморського басейну, а також в прилеглій ділянці Атлантичного океану до Канарських островів. Особливо чисельний в північній частині Адріатичного моря, Венеційській лагуні, Сетській лагуні (Франція). В Чорному морі біля всіх берегів, особливо в лиманах північно-західної частини, Варненській і Бургаській затоках, Азовському морі, Сиваші. Відзначений у гирлі Дністра.

## Живлення
До дворічного віку живиться виключно ракоподібними. Потім переходить на споживання риби. У Тузловських лиманах до двох років його основною їжею є гаммаріди Gammarus lacustris (94%), менше — Idotea balthica (6%). Потім у його живленні переважають риби — атерина (30%) і бички (36%). Серед ракоподібних значну роль в живленні відіграють креветки Palaemon adspersus.

## Нерест
Нерестує в квітні — липні. Плодовитість 153–307 тисяч ікринок. Самець будує гніздо із залишків водоростей і водної рослинності.

## Паразити
У бичка-зеленчака біля Кримських берегів відомо 27 видів паразитів. Найпоширенішими є акантоцефали Acanthocephaloides propinquus. У північно-західній частині Чорного моря даний вид бичка заражають 13 видів паразитів. Крім вказаного вже Acanthocephaloides propinquus у великій кількості відзначається інший акантоцефал — Telosentis exiguus. Обидві види акантоцефалів є середземноморськими іммігрантами, як і бичок-зеленчак. Крім того у великій кількості відзначались Понто-Каспійські цестоди Proteocephalus gobiorum, а також моногенеї Gyrodactylus proterorhini. У Будацькому лимані бичок-зеленчак є хазяїном личинок епізоотичної нематоди Streptocara crassicauda.

## Охорона
На більшій частині ареалу стан природних популяцій виду залишається більш-менш стабільним. Саме тому він, згідно з Червоним списком МСОП, отримав охоронний статус «відносно благополучний вид». Але в окремих регіонах спостерігається тенденція до зниження чисельності популяції виду. Тому бичок-трав'яник занесений до Червоної книги Чорного моря (охоронна категорія: вид перебуває в небезпечному стані в українському секторі Чорного моря).

## Значення

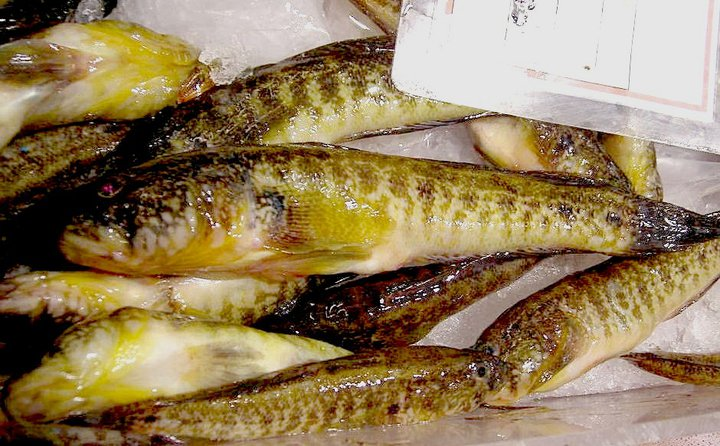
Бичок-зеленчак, що продається на ринку в Сардинії, Італія

Відзначається в живленні деяких видів риб, зокрема бичка-жаби. В Азовському морі є об'єктом живлення дельфіна-азовки.
Є промисловим видом у Чорному і Азовському морях. Відловлюється в Молочному і Тузловських лиманах, у Сиваші.